# Сигізмунд Корибутович
Сигізмунд (Жиґимонт) Корибутович (лит. Žygimantas Kaributaitis, пол. Zygmunt Korybutowicz; близько 1395, Новгород-Сіверський — 1 вересня 1435, Вількомир) — литовсько-руський князь, герой гуситських війн, намісник чеського королівства. Син удільного чернігівсько-сіверського князя Корибута-Дмитра Ольгердовича з роду Гедиміновичів. Легендарний патрон роду князів Збаразьких та Вишневецьких.

## Біографія
Народився в Новгороді-Сіверському. Батько — князь Новгород-Сіверський Дмитро Корибут, мати — Анастасія, дочка Великого князя Рязанського Олега. З 1404 року — виховувався при королівському дворі свого дядька Владислава II Ягайла.
Брав участь у битві при Грюнвальді, очолював 51-у хоругву, яка йшла під його власним прапором (гербом «Погоня»). Після Грюнвальду користувався великою довірою польського короля Владислава II Ягайла.
У 1411—1417 роках мав окремий двір у Кракові й розглядався як можливий спадкоємець Владислава Ягайла.

### Новгород-Сіверський період
Від Вітовта Великого отримав батьківське Новгород-Сіверське князівство (1418—1422).
У 1418 році разом з князем Федором Острозьким прибув у Чехію до гуситів, які висунули його претендентом на королівську корону, проголосивши королем. Намагався переконати Ягайла виступити на боці гуситів, але невдало, через що втік у землі Ордену, де навчав орденські війська гуситським методам ведення війни.

### Чеське намісництво 1422—1423
Після смерті богемського короля Вацлава IV (1419), гусити підняли повстання проти претендента на трон імператора Сигізмунда I Люксембурга, та запропонували чеську корону Ягайлові. Коли той відмовився, то — Вітовту, який погодився, але заявив чехам, що сам виїхати не може.
14 липня 1420 року Ян Жижка розгромив війська Сигізмунда під Прагою (битва біля Віткової гори). 1421 року чеський сейм оголосив Сигізмунда І таким, що втратив чеський престол.
1422 року Вітовт послав до Чехії 5-тисячне військо, та призначив своїм намісником у Чехії — Сигізмунда Корибутовича.
З квітня 1422 року — як королівський намісник Богемії керував гуситською армією та литовськими підрозділами. Під їх натиском, війська іншого претендента на Чеський престол — Сигізмунда I, імператора Священної Римської імперії, відступили до Угорщини.
16 травня 1422 року Сигізмунд Корибутович увійшов до Праги, де був проголошений правителем Чехії. Головною проблемою для Сигізмунда було примирити два крила гуситів — поміркованих чашників та радикальних таборитів. Чашники відразу, а таборити — на чолі з Яном Жижкою — пізніше визнали владу Сигізмунда, хоча й зберігали автономію у своїх діях.
Влітку 1422 німецькі курфюрсти висунули вимогу про відкликання Сигізмунда з Богемії. В листопаді вже Папа Римський Мартин V натиснув на Вітовта і Ягайла, аби ті задовольнили прохання, погрожуючи відлученням від церкви й хрестовим походом. Як наслідок, 24 грудня 1423 року, відповідно до угоди Ягайла з німецьким імператором, Сигізмунд Корибутович зі своєю армією був змушений залишили Прагу. Він повернувся до Кракова, де був присутній на коронації дружини Ягайла — Софії Гольшанської.
1424 року чеські посли звернулись до Вітовта з проханням відпустити до них Сигізмунда Корибутовича, де збирались коронувати його. Але Вітовт, зв'язаний договором з імператором не допомагати гуситам, відмовив. Тоді чехи звернулись напряму до Сигізмунда, який сказав, що не може відмовитися від претензій на чеський трон.

### Чеське намісництво 1424—1431
29 червня 1424 року — Сигізмунд, на чолі з 1500 загону, знову вступив до Праги. Там він був проголошений королем, але коронований так і не був.
За це Ягайло конфіскував всі родові помістя Сигізмунда, а папа римський оголосив його єретиком, а Вітовт публічно відрікся від нього. Хоча, Сигізмунд та Вітовт продовжували вести листування, а яких Корибутович умовляв короля підтримати його.
Сигізмунд об'єднав два крила гуситів, а після смерті Яна Жижки, став верховним головнокомандувачем всієї армії.
16 червня 1426 року — армія під проводом Корибутовича перемогла імператорські війська у битві біля Усті-над-Лабем. Попри це, Сигізмунд не хотів продовжувати війну, намагався почати переговори з Сигізмундом, з наміром примирити католиків і гуситів. У своїх листах до Вітовта він просив його стати посередником у цих переговорах. Це таємне листування потрапило до рук радикальних таборитів, й вони відняли повстання.
Наприкінці 1427 року Сигізмунда на чотири місяці ув'язнили в замку Вальдштайн. Проте його популярність серед народу була настільки велика, що таборити, що уникнути повстання, вирішили перевезти його під конвоєм до Польщі. Деякий час перебував у Ратиборськім князівстві — у своєї сестри Олени. Тут він зібрав своїх прихильників гуситів, поляків, литовсько-руські дружини, до нього приєдналися війська Федора (Фридерика) Острозького. У квітні 1430 року Сигізмунд Корибутович з військом увійшов у Чехію, зайняв місто Гливиці, й оголосив його своєю резиденцією. Проте Конрад Олесницький напав на місто та спалив його. Ще деякий час Сигізмунд воював під своєю хоругвою з імператорськими військами у Чехії та Сілезії.

### Повернення до Литви
1431 року новий Великий князь Литовський Свидригайло Ольгердович закликав його до себе на службу. Листи Корибутовича до Свидригайла потрапили до рук Ягайла, що дозволило останньому звинуватити Свидригайла у зв'язках з гуситами.
Тим часом у самій Литві розпочалась громадянська війна між Сигізмундом Кейстутовичем та Свидригайлом за Литовський великокнязівський престол.
1434 року Сигізмунду обхідними шляхами (через Німецькі князівства, Балтійське море та Ригу) вдалося повернутися в Литву. Він став на бік Свидригайла, але за переказом польського хроніста Яна Длугоша, намагався помирити Сигізмунда Кейстутовича і Свидригайла:
|  | наполегливо просив, щоб усю справу, через яку виникла ця війна між Великим князем Сигізмундом і князем Свидригайлом, віддати на з’ясування, суд та вирок Папи, імператора Сигізмунда, кого-небудь з католицьких королів або князів. |

Був одним з очільників війська Свидригайла у битві під Вількомиром 1435 року. Після поразки потрапив у полон до поляків і був страчений за наказом великого князя Сигізмунда.

## Образ у літературі
У романі «Вічне світло» Анджей Сапковський описує Сигізмунда Корибутовича наступним чином:
|  | Це був Сигізмунд Корибутович, литовський князь Рюрикової крові, Мендогового племені, правнук Гедиміна, внук Ольгерда, народжений рязанською княжною Анастасією син Дмитра Корибута, молодшого брата Владислава Ягелла, прославлений — ще юнаком — у Грюнвальдській битві. Тепер трохи більш ніж тридцятирічний литвин, вихований поляками у Вавелі, поєднував найгірші риси обох націй: відсталість, філістерство, облудність, нездорову амбіцію, пиху, дикість, нестримну жадобу до влади й абсолютну відсутність самокритичності. |